# La intrusa (película de 1939)
 La intrusa es una película de Argentina en blanco y negro dirigida por Julio Saraceni según el guion de Álvaro Yunque que se estrenó el 29 de marzo de 1939 y que tuvo como protagonistas a María Esther Buschiazzo, Eduardo Sandrini, Héctor Calcaño y Olga Casares Pearson.

## Reparto
- María Esther Buschiazzo
- Héctor Calcaño
- Olga Casares Pearson
- Tito Climent
- Vicente Climent
- Josefina Dessein
- Sara Olmos
- Eduardo Sandrini
- Pedro Tocci
- Ángel Walk
- Samuel Santa